# Laguna Parinacochas
Die Laguna Parinacochas, auch Lago Parinacochas, ist ein See in der Provinz Parinacochas der Region Ayacucho in Südwest-Peru. Der abflusslose See besitzt eine Fläche von 69,5 km². Seine Längsausdehnung in WNW-OSO-Richtung beträgt 12 km, seine Breite 7,5 km.

## Lage
Die Laguna Parinacochas befindet sich in einer Beckenlandschaft am Westfuß des Vulkans Sarasara auf einer Höhe von 3272 m. Es handelt sich um einen flachen See, das Wasser ist brackisch. Bei niedrigen Wasserständen bilden sich entlang seines Ufers Salzpfannen.

## Einzugsgebiet und Zuflüsse
Das Einzugsgebiet des Sees umfasst eine Fläche von 646 km². Die größten Zuflüsse der Laguna Parinacochas sind Río Pongomayo, Río Atunmayo und Río Hullajro.

## Ökologie
Der See befindet sich in einer ariden Graslandschaft. Es dominiert Puna-Vegetation. Am Ufer wachsen Rohrkolben (Typha), im See gedeihen Laichkräuter (Potamogeton). Es wird geschätzt, dass der See und sein Umland mehr als 20.000 Wasservögel beherbergen. Folgende Vogelarten kommen am See vor: Andenflamingo (Phoenicoparrus andinus), Punaente (Spatula puna), Phrygilus punensis aus der Familie der Tangaren, Punasichler (Plegadis ridgwayi), Schwarzbauch-Glanzschwänzchen (Metallura phoebe), Punaregenpfeifer (Charadrius alticola), Südandenspecht (Colaptes rupicola) und Andensporntyrann (Lessonia oreas). Die Laguna Parinacochas ist der nördlichste Punkt im Verbreitungsgebiet des James-Flamingo (Phoenicoparrus jamesi). Im Umland des Sees leben Vikunja (Vicugna vicugna), Nordandenhirsch (Hippocamelus antisensis) und Guanako (Lama guanicoe). Im See kommt die endemische Fischart Orestias jussiei aus der Gattung der Andenkärpflinge (Orestias) vor.

## Kultur
Am Nordwestufer des Sees befindet sich der archäologische Fundplatz Inkawasi.